# Ferry Weertman
Ferry Weertman (ur. 27 czerwca 1992 w Naarden) – holenderski pływak długodystansowy, mistrz olimpijski na 10 km na otwartym akwenie z 2016 roku i mistrz świata (2017).

## Kariera pływacka
W 2014 roku został mistrzem Europy na dystansie 10 km na otwartym akwenie. Wraz z Marcelem Schoutenem i Sharon van Rouwendaal zwyciężył w konkurencji drużynowej (3 × 5 km na otwartym akwenie).
Rok później, na mistrzostwach świata w Kazaniu zdobył srebrne medale w konkurencjach 10 km na otwartym akwenie i 3 × 5 km na otwartym akwenie.
W 2016 roku ponownie wywalczył złoty medal mistrzostw Europy na 10 km na otwartym akwenie podczas mistrzostw w Hoorn.
Podczas igrzysk olimpijskich w Rio de Janeiro zdobył złoty medal w konkurencji 10 km na otwartym akwenie, wyprzedzając na mecie dwukrotnego mistrza świata Spiridona Janiotisa.
Rok później, na mistrzostwach świata w Budapeszcie triumfował na dystansie 10 km na otwartym akwenie.

## Życie prywatne
Obecnie związany z holenderską pływaczką Ranomi Kromowidjojo.